# Sport Zone
A Sport Zone é uma cadeia de lojas de vestuário e produtos desportivos portuguesa do grupo ISRG. Lançada em 1997 pelo grupo Sonae, a marca de retalho desportivo conta com 97 lojas espalhadas por Portugal.
De 2007 a 2018 patrocinou a Meia Maratona do Porto, uma prova de meia maratona aberta ao público, realizada anualmente na cidade do Porto, em Portugal.
Em Julho de 2013 a Sport Zone lançou o Secret Run, um evento desportivo de running no qual os participantes têm de resolver enigmas para descobrir a data, hora e local dos treinos organizados pela marca.
Em março de 2017, foi anunciado que a Sonae vai participar numa 'joint-venture' com a JD Sports Fashion e a JD Sprinter Holdings para a criação de um grupo ibérico de desporto. O entendimento com a JD Sports Fashion plc e a JD Sprinter Holdings que prevê a combinação de negócios na península ibérica destas empresas com a SportZone. Com a concretização desta operação, significa que a Sonae irá integrar uma joint-venture com vista à criação do segundo maior retalhista de desporto na península ibérica.
Em janeiro de 2018, foi concluído o processo de fusão da Sport Zone com a JD Sprinter. Com a fusão da Sport Zone com os negócios do grupo britânico na Península Ibérica, forma-se o Iberian Sports Retail Group (ISRG), que junta as operações de quatro insígnias fortes (Size, JD, Sprinter e Sport Zone).
Em 2019, foi criada a empresa SPORTESSENCE - Sport Retail, S.A. pelo grupo Bensaude. Esta empresa gere, representa e distribui a marca Sport Zone nos Açores.
Em maio de 2023, a Sonae, juntamente com a Balaiko (dona da Sprinter), comunicaram ao Grupo JD a decisão de exercerem a Opção de Compra ou Venda, prevista no acordo parassocial de acionistas, de forma a desfazer a parceria entre estas marcas. Esta decisão surgiu numa alteração de relacionamento com o Grupo JD e numa mudança de visões de estratégia.
Em julho do mesmo ano, foi anunciada a compra das posições minoritárias da Sonae e da Balaiko na ISRG (29,9% e 19,9% respetivamente) pelo Grupo JD (que detém 50,02%), tornando-se este o acionista único da empresa, passando a deter 100% do grupo retalhista. A venda da sua posição de 30% como acionista, irá permitir à Sonae um encaixe de 300 milhões de euros. A venda está ainda condicionada à aprovação pela Assembleia Geral de Acionistas do Grupo JD. 
A outubro de 2023, foi concluída a venda das participações da Sonae e da Balaiko na ISRG, terminando assim a história da Sport Zone na Sonae e tornando o Grupo JD acionista único da ISRG.